# Poker Magazine
Poker Magazine är en svensk pokertidning som startades av Daniel Wallin, Krister Bengtsson, Janne Boström, Ken Lennaárd och Martin de Knijff och gav ut sitt första nummer 2005. Sedan 2015 är tidningen web-baserad och ingår numera i samma koncern som Poker.se, Norskpoker.com och 1x2.se.